# Albero genealogico giulio-claudio
La dinastia giulio-claudia dell'Impero romano ha un albero genealogico complicato da diversi matrimoni tra i membri della Gens Iulia e quelli della Gens Claudia.

## Schema
- 1 primo coniuge
- 2 secondo coniuge (non mostrato)
- 3 terzo coniuge
- A adozione

|                   |                   |                 |                                 |                                                                              |                                                                              |                                   |                                   |                                      |                                                                                    |                                                                                    |                                                                      |                     |                                                        |                                                        |                                    |                                                      |                                                      |              |                                   |                                   |                                                                   |                                                                   |                                                    |                                                    |          |          |
|                   |                   |                 |                                 |                                                                              |                                                                              |                                   |                                   |                                      |                                                                                    |                                                                                    |                                                                      |                     |                                                        |                                                        |                                    |                                                      | Sesto Giulio Cesare                                  |              |                                   |                                   |                                                                   |                                                                   |                                                    |                                                    |          |          |
|                   |                   |                 |                                 |                                                                              |                                                                              |                                   |                                   |                                      |                                                                                    |                                                                                    |                                                                      |                     |                                                        |                                                        |                                    |                                                      |                                                      |              |                                   |                                   |                                                                   |                                                                   |                                                    |                                                    |          |          |
|                   |                   |                 |                                 |                                                                              |                                                                              |                                   |                                   |                                      |                                                                                    |                                                                                    |                                                                      |                     |                                                        |                                                        |                                    |                                                      |                                                      |              |                                   |                                   |                                                                   |                                                                   |                                                    |                                                    |          |          |
|                   |                   |                 |                                 |                                                                              |                                                                              |                                   |                                   |                                      |                                                                                    |                                                                                    |                                                                      |                     |                                                        |                                                        |                                    |                                                      | Gaio Giulio Cesare I                                 |              |                                   |                                   |                                                                   |                                                                   |                                                    |                                                    |          |          |
|                   |                   |                 |                                 |                                                                              |                                                                              |                                   |                                   |                                      |                                                                                    |                                                                                    |                                                                      |                     |                                                        |                                                        |                                    |                                                      |                                                      |              |                                   |                                   |                                                                   |                                                                   |                                                    |                                                    |          |          |
|                   |                   |                 |                                 |                                                                              |                                                                              |                                   |                                   |                                      |                                                                                    |                                                                                    |                                                                      |                     |                                                        |                                                        |                                    |                                                      |                                                      |              |                                   |                                   |                                                                   |                                                                   |                                                    |                                                    |          |          |
|                   |                   |                 |                                 |                                                                              |                                                                              |                                   |                                   |                                      |                                                                                    |                                                                                    |                                                                      |                     |                                                        |                                                        |                                    |                                                      | Gaio Giulio Cesare II ∞ Marcia Regia                 |              |                                   |                                   |                                                                   |                                                                   |                                                    |                                                    |          |          |
|                   |                   |                 |                                 |                                                                              |                                                                              |                                   |                                   |                                      |                                                                                    |                                                                                    |                                                                      |                     |                                                        |                                                        |                                    |                                                      |                                                      |              |                                   |                                   |                                                                   |                                                                   |                                                    |                                                    |          |          |
|                   |                   |                 |                                 |                                                                              |                                                                              |                                   |                                   |                                      |                                                                                    |                                                                                    |                                                                      |                     |                                                        |                                                        |                                    |                                                      |                                                      |              |                                   |                                   |                                                                   |                                                                   |                                                    |                                                    |          |          |
|                   |                   |                 |                                 |                                                                              |                                                                              |                                   |                                   |                                      |                                                                                    |                                                                                    |                                                                      | Giulia ∞ Gaio Mario | Giulia ∞ Gaio Mario                                    | Gaio Giulio Cesare ∞ Aurelia Cotta                     | Gaio Giulio Cesare ∞ Aurelia Cotta |                                                      |                                                      |              |                                   |                                   |                                                                   | Sesto Giulio Cesare                                               | Sesto Giulio Cesare                                |                                                    |          |          |
|                   |                   |                 |                                 |                                                                              |                                                                              |                                   |                                   |                                      |                                                                                    |                                                                                    |                                                                      |                     |                                                        |                                                        |                                    |                                                      |                                                      |              |                                   |                                   |                                                                   |                                                                   |                                                    |                                                    |          |          |
|                   |                   |                 |                                 |                                                                              |                                                                              |                                   |                                   |                                      |                                                                                    |                                                                                    |                                                                      |                     |                                                        |                                                        |                                    |                                                      |                                                      |              |                                   |                                   |                                                                   |                                                                   |                                                    |                                                    |          |          |
|                   |                   |                 |                                 |                                                                              |                                                                              |                                   |                                   |                                      | Gaio Giulio Cesare 1 ∞ Cornelia Cinna minore 2 ∞ Pompea Silla 3 ∞ Calpurnia Pisone | Gaio Giulio Cesare 1 ∞ Cornelia Cinna minore 2 ∞ Pompea Silla 3 ∞ Calpurnia Pisone |                                                                      |                     |                                                        |                                                        |                                    |                                                      |                                                      |              |                                   | Giulia ∞ Marco Azio Balbo         | Giulia ∞ Marco Azio Balbo                                         | Sesto Giulio Cesare II                                            | Sesto Giulio Cesare II                             |                                                    |          |          |
|                   |                   |                 |                                 |                                                                              |                                                                              |                                   |                                   |                                      |                                                                                    |                                                                                    |                                                                      |                     |                                                        |                                                        |                                    |                                                      |                                                      |              |                                   |                                   |                                                                   |                                                                   |                                                    |                                                    |          |          |
|                   |                   |                 |                                 |                                                                              |                                                                              |                                   |                                   |                                      |                                                                                    |                                                                                    |                                                                      |                     |                                                        |                                                        |                                    |                                                      |                                                      |              |                                   |                                   |                                                                   |                                                                   |                                                    |                                                    |          |          |
|                   |                   |                 |                                 |                                                                              |                                                                              |                                   |                                   | 1 Giulia 1 ∞ ? 2 ∞ Gneo Pompeo Magno | 1 Giulia 1 ∞ ? 2 ∞ Gneo Pompeo Magno                                               | A Augusto 1 ∞ Clodia Pulcra 2 ∞ Scribonia 3 ∞ Livia Drusilla Augusta               | A Augusto 1 ∞ Clodia Pulcra 2 ∞ Scribonia 3 ∞ Livia Drusilla Augusta |                     |                                                        |                                                        |                                    |                                                      |                                                      |              |                                   | Azia maggiore ∞ Gaio Ottavio      | Azia maggiore ∞ Gaio Ottavio                                      | Sesto Giulio Cesare III                                           | Sesto Giulio Cesare III                            |                                                    |          |          |
|                   |                   |                 |                                 |                                                                              |                                                                              |                                   |                                   |                                      |                                                                                    |                                                                                    |                                                                      |                     |                                                        |                                                        |                                    |                                                      |                                                      |              |                                   |                                   |                                                                   |                                                                   |                                                    |                                                    |          |          |
|                   |                   |                 |                                 |                                                                              |                                                                              |                                   |                                   |                                      |                                                                                    |                                                                                    |                                                                      |                     |                                                        |                                                        |                                    |                                                      |                                                      |              |                                   |                                   |                                                                   |                                                                   |                                                    |                                                    |          |          |
|                   |                   |                 |                                 | 2 Giulia maggiore 1 ∞ Claudio Marcello 2 ∞ Marco Vipsanio Agrippa 3 ∞Tiberio | 2 Giulia maggiore 1 ∞ Claudio Marcello 2 ∞ Marco Vipsanio Agrippa 3 ∞Tiberio |                                   |                                   | A Lucio Cesare                       | A Lucio Cesare                                                                     |                                                                                    |                                                                      | A Gaio Cesare       | A Gaio Cesare                                          |                                                        |                                    | A Tiberio 1 ∞ Vipsania Agrippina 2 ∞ Giulia maggiore | A Tiberio 1 ∞ Vipsania Agrippina 2 ∞ Giulia maggiore |              | Augusto adottato da Giulio Cesare | Augusto adottato da Giulio Cesare | Ottavia minore 1 ∞ Gaio Claudio Marcello minore 2 ∞ Marco Antonio | Ottavia minore 1 ∞ Gaio Claudio Marcello minore 2 ∞ Marco Antonio |                                                    |                                                    |          |          |
|                   |                   |                 |                                 |                                                                              |                                                                              |                                   |                                   |                                      |                                                                                    |                                                                                    |                                                                      |                     |                                                        |                                                        |                                    |                                                      |                                                      |              |                                   |                                   |                                                                   |                                                                   |                                                    |                                                    |          |          |
|                   |                   |                 |                                 |                                                                              |                                                                              |                                   |                                   |                                      |                                                                                    |                                                                                    |                                                                      |                     |                                                        |                                                        |                                    |                                                      |                                                      |              |                                   |                                   |                                                                   |                                                                   |                                                    |                                                    |          |          |
| 2 Agrippa Postumo | 2 Agrippa Postumo | 2 Giulia minore | 2 Giulia minore                 | 2 Lucio Cesare adottato da Augusto                                           | 2 Lucio Cesare adottato da Augusto                                           | 2 Gaio Cesare adottato da Augusto | 2 Gaio Cesare adottato da Augusto | 2 Agrippina maggiore ∞ Germanico     | 2 Agrippina maggiore ∞ Germanico                                                   |                                                                                    |                                                                      |                     |                                                        |                                                        |                                    | 1 Druso minore ∞ Claudia Livilla                     | 1 Druso minore ∞ Claudia Livilla                     |              |                                   |                                   | 2 Antonia minore ∞ Druso maggiore                                 | 2 Antonia minore ∞ Druso maggiore                                 |                                                    |                                                    |          |          |
|                   |                   |                 |                                 |                                                                              |                                                                              |                                   |                                   |                                      |                                                                                    |                                                                                    |                                                                      |                     |                                                        |                                                        |                                    |                                                      |                                                      |              |                                   |                                   |                                                                   |                                                                   |                                                    |                                                    |          |          |
|                   |                   |                 |                                 |                                                                              |                                                                              |                                   |                                   |                                      |                                                                                    |                                                                                    |                                                                      |                     |                                                        |                                                        |                                    |                                                      |                                                      |              |                                   |                                   |                                                                   |                                                                   |                                                    |                                                    |          |          |
|                   |                   |                 | Drusilla ∞ Lucio Cassio Longino | Drusilla ∞ Lucio Cassio Longino                                              | Caligola ∞ Milonia Cesonia                                                   | Caligola ∞ Milonia Cesonia        | Druso Cesare                      | Druso Cesare                         | Nerone Cesare                                                                      | Nerone Cesare                                                                      | Giulia Livilla                                                       | Giulia Livilla      | Agrippina minore 1 ∞ Gneo Domizio Enobarbo 2 ∞ Claudio | Agrippina minore 1 ∞ Gneo Domizio Enobarbo 2 ∞ Claudio | Tiberio Gemello                    | Tiberio Gemello                                      | Giulia Livia                                         | Giulia Livia | Germanico ∞ Agrippina maggiore    | Germanico ∞ Agrippina maggiore    | Claudia Livilla ∞ Druso minore                                    | Claudia Livilla ∞ Druso minore                                    | Claudio 1 ∞ Valeria Messalina 2 ∞ Agrippina minore | Claudio 1 ∞ Valeria Messalina 2 ∞ Agrippina minore |          |          |
|                   |                   |                 |                                 |                                                                              |                                                                              |                                   |                                   |                                      |                                                                                    |                                                                                    |                                                                      |                     |                                                        |                                                        |                                    |                                                      |                                                      |              |                                   |                                   |                                                                   |                                                                   |                                                    |                                                    |          |          |
|                   |                   |                 |                                 |                                                                              |                                                                              |                                   |                                   |                                      |                                                                                    |                                                                                    |                                                                      |                     |                                                        |                                                        |                                    |                                                      |                                                      |              |                                   |                                   |                                                                   |                                                                   |                                                    |                                                    |          |          |
|                   |                   |                 |                                 |                                                                              | Giulia Drusilla                                                              | Giulia Drusilla                   |                                   |                                      |                                                                                    |                                                                                    |                                                                      |                     | 1A Nerone adottato da Claudio ∞ Claudia Ottavia        | 1A Nerone adottato da Claudio ∞ Claudia Ottavia        |                                    |                                                      |                                                      |              |                                   |                                   | 1 Claudia Ottavia ∞ Nerone                                        | 1 Claudia Ottavia ∞ Nerone                                        | 1 Britannico                                       | 1 Britannico                                       | A Nerone | A Nerone |

## Parentele di Giulio Cesare
Di questa famiglia, cui appartengono i primi cinque imperatori romani, faceva parte Giulio Cesare (100 a.C.-44 a.C.). Alcuni ritengono erroneamente che sia stato il primo imperatore, ma il suo potere venne sanzionato con il titolo di dittatore a vita nel 45 a.C., e venne assassinato l'anno dopo.
Era figlio di Gaio Giulio Cesare (morto nell'85 a.C.) e di Aurelia Cotta, della gens Aurelia.
Dopo un primo fidanzamento, che forse non arrivò al matrimonio, con Cossuzia, si sposò con Cornelia, figlia di Lucio Cornelio Cinna, poi con Pompea, figlia di Pompeo Rufo e di Cornelia, figlia di Silla; Pompea, perciò, era nipote di Silla. Ultima moglie fu Calpurnia, figlia di Lucio Calpurnio Pisone.
Da Cornelia ebbe una figlia, Giulia (76-54 a.C.), data in sposa nel 59 a.C. a Pompeo (106-48 a.C.).
Ebbe due sorelle, entrambe di nome Giulia. La maggiore, morta forse giovane e probabilmente madre di due dei nipoti  di Cesare menzionati insieme ad Ottaviano nel suo testamento, ovvero Lucio Pinario e Quinto Pedio, probabilmente frutto di due diversi matrimoni.
La sorella minore Giulia, morta nel 51 a.C., sposò Marco Azio Balbo, da cui ebbe due figlie, nipoti di Giulio Cesare, Azia maggiore ed Azia minore: la prima andò in sposa a Gaio Ottavio e fu madre di Ottavia minore e di Ottaviano, il futuro Augusto, entrambi pronipoti di Cesare. La sorella, Azia minore, aveva invece sposato Lucio Marcio Filippo.. Filippo dal primo matrimonio aveva avuto una figlia: Marcia, altra pronipote di Cesare,e che sposò giovanissima Marco Porcio Catone Uticense, poi il ricco oratore Quinto Ortensio Ortalo, al quale diede due figli; alla morte di Ortensio nel 50 a.C. ritornò nuovamente con il precedente marito Catone e dopo la morte di questi nel 46 a.C. sposò ancora Paolo Fabio Massimo.

## Parentele di Ottaviano Augusto
Dopo la morte di Cesare, prese il potere il figlio di Gaio Ottavio e di Azia, suo pronipote, Ottaviano (63 a.C.-14 d.C.), da lui adottato e scelto come erede. Nel 27 a.C. il senato gli conferì il titolo onorifico di Augusto e lo rese il primo vero imperatore della storia di Roma.
Ottaviano aveva sposato prima Clodia Pulcra, e poi Scribonia, da cui ebbe l'unica figlia naturale, Giulia (39 a.C.-14 d.C.).
Sposò poi nel 38 a.C. Livia Drusilla (57 a.C.-29 d.C.), già moglie di Tiberio Claudio Nerone (morto nel 33 a.C.) e madre di Tiberio (42 a.C.-37 d.C.) e di Druso maggiore (38-9 a.C.).
La sorella Ottavia minore (69-11 a.C.) aveva sposato in prime nozze Gaio Claudio Marcello, e successivamente Marco Antonio (83-30 a.C.), da cui ebbe le figlie Antonia maggiore (nata nel 39 a.C.), andata in sposa a Lucio Domizio Enobarbo (morto nel 25 d.C.), e Antonia minore (36 a.C.-37 d.C.).
Dal primo matrimonio di Ottavia erano invece nate due figlie (Claudia Marcella maggiore e Claudia Marcella minore) e  Marco Claudio Marcello (43-23 a.C.), a cui Augusto diede in sposa la figlia Giulia, pensando di sceglierlo come suo successore.
Una sorellastra, anch'essa di nome Ottavia, figlia di primo letto del padre Gaio Ottavio, sposò Sesto Appuleio e gli diede un figlio omonimo, console nel 29 a.C..
Dopo la prematura morte di Marcello, Giulia venne data in sposa a Marco Vipsanio Agrippa (63-12 a.C.). Da questo matrimonio nacquero Gaio Cesare (20 a.C.-4 d.C.), Giulia minore (o Vipsania Giulia Agrippina) (19 a.C.-28 d.C.) sposa di Lucio Emilio Paolo, Lucio Cesare (17 a.C.-2 d.C.), Agrippina maggiore (14 a.C.-33 d.C.) e Marco Vipsanio Agrippa Postumo (12 a.C.-14 d.C.).
Augusto adottò nel 17 a.C. come figli ed eredi i due nipoti più grandi, Gaio e Lucio Cesare, e solo dopo la loro morte sceglierà infine come successore il figliastro Tiberio, a cui era andata sposa Giulia in terze nozze. Per sposare Giulia, Tiberio fu costretto a divorziare dalla prima moglie Vipsania (42 a.C.-20 d.C.), figlia di Agrippa e della sua prima moglie, Claudia Marcella maggiore, figlia di primo letto di Ottavia minore.

### Ascendenza di Augusto
|                            |                  |                             | Genitori                    |  |  | Nonni |  |  | Bisnonni        |  |  | Trisnonni      |  |
|                            |                  |                             |                             |  |  |       |  |  | Gaio Ottavio II |  |  | Gaio Ottavio I |  |
|                            |                  |                             |                             |  |  |       |  |  | Gaio Ottavio II |  |  | Gaio Ottavio I |  |
|                            |                  | …                           |                             |  |  |       |  |  | Gaio Ottavio II |  |  |                |  |
| Gaio Ottavio III           |                  |                             |                             |  |  |       |  |  | Gaio Ottavio II |  |  |                |  |
|                            |                  | Rufa Rufus                  | …                           |  |  |       |  |  |                 |  |  |                |  |
|                            |                  | Rufa Rufus                  | …                           |  |  |       |  |  |                 |  |  |                |  |
|                            |                  | Rufa Rufus                  | …                           |  |  |       |  |  |                 |  |  |                |  |
| Senatore Gaio Ottavio      |                  | Rufa Rufus                  |                             |  |  |       |  |  |                 |  |  |                |  |
|                            |                  | …                           | …                           |  |  |       |  |  |                 |  |  |                |  |
|                            |                  | …                           | …                           |  |  |       |  |  |                 |  |  |                |  |
|                            |                  | …                           | …                           |  |  |       |  |  |                 |  |  |                |  |
| Aurelia Cotta              |                  | …                           |                             |  |  |       |  |  |                 |  |  |                |  |
|                            |                  | …                           | …                           |  |  |       |  |  |                 |  |  |                |  |
|                            |                  | …                           | …                           |  |  |       |  |  |                 |  |  |                |  |
|                            |                  | …                           | …                           |  |  |       |  |  |                 |  |  |                |  |
| Augusto, imperatore romano |                  | …                           |                             |  |  |       |  |  |                 |  |  |                |  |
|                            | Marco Azio Balbo | Attio                       |                             |  |  |       |  |  |                 |  |  |                |  |
|                            | Marco Azio Balbo | Attio                       |                             |  |  |       |  |  |                 |  |  |                |  |
|                            | Marco Azio Balbo | …                           |                             |  |  |       |  |  |                 |  |  |                |  |
| Marco Azio Balbo           | Marco Azio Balbo |                             |                             |  |  |       |  |  |                 |  |  |                |  |
|                            |                  | Pompea Strabona             | Gneo Pompeo Strabone        |  |  |       |  |  |                 |  |  |                |  |
|                            |                  | Pompea Strabona             | Gneo Pompeo Strabone        |  |  |       |  |  |                 |  |  |                |  |
|                            |                  | Pompea Strabona             | Lucilia                     |  |  |       |  |  |                 |  |  |                |  |
| Azia maggiore              |                  | Pompea Strabona             |                             |  |  |       |  |  |                 |  |  |                |  |
|                            |                  | Senatore Gaio Giulio Cesare | Pretore Gaio Giulio Cesare  |  |  |       |  |  |                 |  |  |                |  |
|                            |                  | Senatore Gaio Giulio Cesare | Pretore Gaio Giulio Cesare  |  |  |       |  |  |                 |  |  |                |  |
|                            |                  | Senatore Gaio Giulio Cesare | Marcia Regia                |  |  |       |  |  |                 |  |  |                |  |
| Giulia minore              |                  | Senatore Gaio Giulio Cesare |                             |  |  |       |  |  |                 |  |  |                |  |
|                            |                  | Aurelia Cotta               | Console Lucio Aurelio Cotta |  |  |       |  |  |                 |  |  |                |  |
|                            |                  | Aurelia Cotta               | Console Lucio Aurelio Cotta |  |  |       |  |  |                 |  |  |                |  |
|                            |                  | Aurelia Cotta               | Rutilia                     |  |  |       |  |  |                 |  |  |                |  |
|                            |                  | Aurelia Cotta               |                             |  |  |       |  |  |                 |  |  |                |  |

## Parentele di Tiberio
Tiberio succedette dunque ad Augusto alla sua morte nel 14 d.C.
Il fratello, Druso maggiore aveva sposato Antonia minore, figlia di Marco Antonio e di Ottavia minore, sorella di Augusto, e aveva avuto come figli Germanico  (15 a.C.-19 d.C., adottato come successore da Tiberio secondo il volere di Augusto nel 4 d.C.), il futuro imperatore Claudio (10 a.C.-54 d.C.) e Claudia Livilla (13 a.C.-31 d.C.).
Quest'ultima sposò prima Gaio Cesare, figlio di Giulia e di Agrippa e nipote di Augusto, e poi Druso minore, (15 a.C.-23 d.C.), il figlio che Tiberio aveva avuto dalla prima moglie Vipsania. Druso e Claudia Livilla ebbero come figli Giulia Livia (5-43 che sposò in prime nozze il figlio maggiore di Germanico, Nerone Cesare, e poi un certo Rubellio Blando), Germanico Gemello (19-23) e Tiberio Gemello (19-38).
Germanico invece aveva sposato Agrippina maggiore, figlia di Giulia e di Agrippa e nipote di Cesare, ed ebbe come figli Nerone Cesare (6-31) sposato a Giulia Livilla, figlia di Druso minore, Druso Cesare (8-33, sposato a Emilia Lepida, figlia di Giulia minore, a sua volta figlia di Giulia e di Agrippa, Gaio Cesare (Caligola, 12-41), Agrippina minore (15-59), Giulia Drusilla (16-38, sposata prima a Lucio Cassio Longino e poi a Marco Emilio Lepido), e Giulia Livilla (17-42, sposata a Marco Vinicio).

## Parentele di Caligola
Alla morte di Tiberio gli succedette il giovane Gaio Cesare, detto Caligola, figlio del nipote Germanico.
Caligola ebbe quattro mogli; Giunia Claudilla, Livia Orestilla, Lollia Paolina, già sposata a Publio Memmio Regolo, e infine Milonia Cesonia, che gli diede l'unica figlia Giulia Drusilla (39-41).

## Parentele di Claudio
A Caligola succedette lo zio Claudio, figlio del fratello di Tiberio, Druso maggiore.
Dopo Plauzia Urgulanilla (che gli diede i figli Claudio Druso, morto in giovane età, e Claudia, non riconosciuta come figlia) ed Elia Petina (che gli diede la figlia Antonia), sposò Valeria Messalina (25-48), imparentata anche lei con la famiglia.
Messalina era infatti figlia di Valerio Messalla Barbato e di Domizia Longina, a sua volta figlia di Lucio Domizio Enobarbo e di Antonia maggiore, sorella della madre di Claudio e figlia di Ottavia minore e Marco Antonio. Messalina diede a Claudio i due figli, Claudia Ottavia (40-62) e Britannico (41-62).
In quarte nozze Claudio sposerà poi Agrippina minore, sua nipote, figlia del fratello Germanico e sorella di Caligola, che aveva sposato in prime nozze Gneo Domizio Enobarbo (morto nel 39), figlio di Antonia maggiore (e fratello della madre di Messalina) e cugino di Claudio, e in seconde nozze Gaio Passieno Crispo. Dal primo matrimonio Agrippina aveva avuto il figlio Nerone (Lucio Domizio Enobarbo 37-68), a cui Claudio diede in moglie la figlia Claudia Ottavia.

## Parentele di Nerone
Nerone succedette quindi a Claudio. Dopo Claudia Ottavia, la figlia di Claudio, si sposò con Poppea (morta nel 65) e quindi con Statilia Messalina. Ebbe da Poppea un'unica figlia, Claudia Augusta, morta ancora in fasce nel 63. Alla sua morte, nel 68, termina la dinastia giulio-claudia.